# Gelderland (cheval)
Pour les articles homonymes, voir Gelderland.
Le Gelderland (néerlandais : Gelders Paard), est une race chevaline néerlandaise de demi-sang, issue de nombreux croisements pratiquée au XIXe siècle. Elle est devenue un cheval de sport d'une grande élégance au trot relevé, utilisé pour l'attelage sportif. De haute taille, il est très proche du Groningen. Race à faible effectifs, le Gelderland est rare.

## Histoire

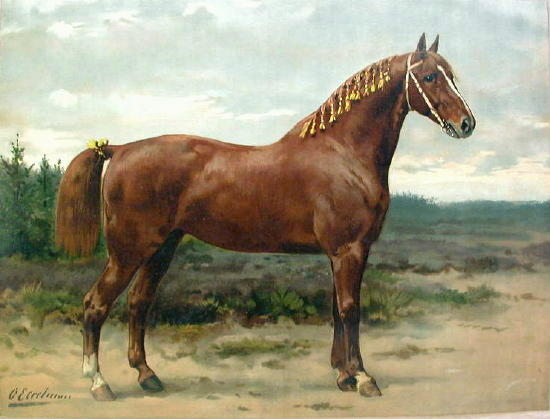
Peinture d'un Gelderland par Otto Eerelman en 1898.

Le Gelderland trouve son origine dans la province du même nom. C'est une race assez ancienne. De nombreux croisements sont pratiqués au XIXe siècle entre des chevaux locaux des Pays-Bas, des Anglo-normands, des Holsteiners, des Alt-Oldenburger et des Ostfriesen. La formation de la race est aboutie vers 1890, mais elle n'est officiellement reconnue sous son nom qu'à la fin des années 1960. Depuis 1950, on estime qu'environ 20 % de l'influence du Gelderland provient de chevaux Anglo-normands importés de France, de même que 20 % de Holsteiners importés d'Allemagne. 5 à 20 % de l'influence provient de Pur-sangs importés du Royaume-Uni. Le stud-book Gelderland est officiellement créé en 1979. Dans les années 1980, ils sont nombreux sur les shows des Pays-Bas.

## Description
Ce cheval mesure environ 1,65 m pour les femelles et 1,68 m pour les mâles, le poids moyen étant de 600 kg. L'étude de l'université d'Oklamoha donne une moyenne de 1,55 à 1,62 m. Le Gelderland se présente comme un cheval carrossier d'une grande élégance, doté notamment d'un trot aux actions relevées.
La robe est toujours unie, et peut être noire, baie, baie-brune, alezane ou grise. Les plus communes sont l'alezan avec des marques blanches, et le gris.
En 2014, il existe deux stud-books différents pour cette race.

## Utilisations

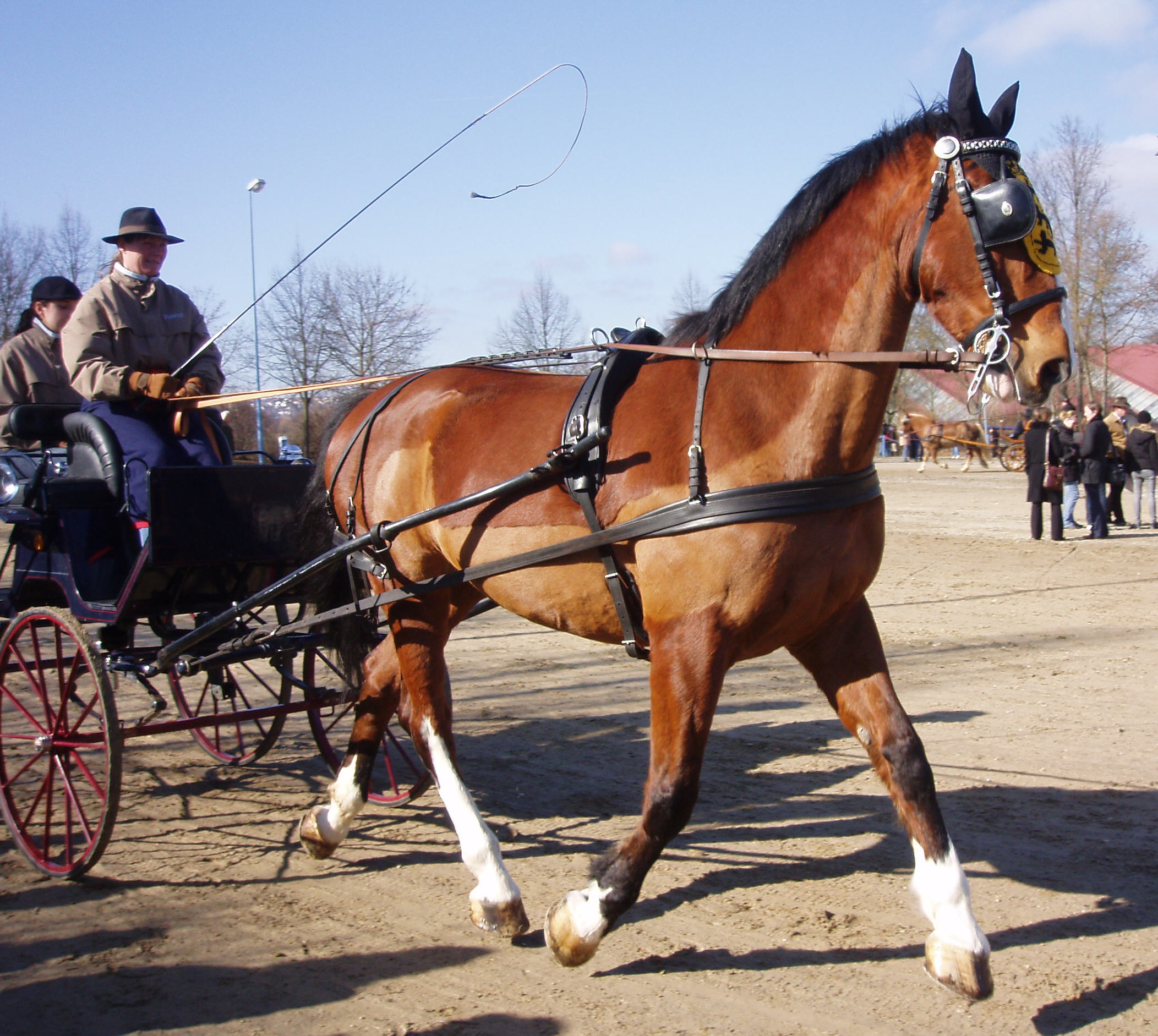
Gelderland attelé

Il est historiquement utilisé pour des travaux agricoles, la monte, mais aussi pour l'attelage, notamment pour tirer les carrosses de la maison royale néerlandaise dans toute l'Europe. C'est désormais un cheval de sport, sélectionné en premier lieu pour l'attelage sportif, mais qui peut aussi convenir à la selle.

## Diffusion de l'élevage
C'est une race rare et à faibles effectifs, élevée en conservation. En 2004, 9 étalons figurent dans le stud-book et 232 naissances sont enregistrées.  Par ailleurs, l'ouvrage Equine Science (4e édition de 2012) le classe parmi les races de chevaux de selle peu connues au niveau international.
| Année      | 1983 | 1986  | 1990  | 1994  | 1996  | 2009 | 2014 |
| ---------- | ---- | ----- | ----- | ----- | ----- | ---- | ---- |
| Population | <508 | < 509 | < 509 | < 509 | < 243 | 400  | 1500 |